# الیولیح
ال یولیاه یک منطقهٔ مسکونی در یمن است که در استان صنعا واقع شده‌است.